# 341st Missile Wing
Le 341st Missile Wing est une unité de missiles stratégiques LGM-30 Minuteman appartenant au Global Strike Command de l'United States Air Force basée à Malmstrom Air Force Base dans le Montana. Elle contrôle 150 silos à missiles en 2008.

## Incidents
En août 2013, le colonel David Lynch est relevé de ses fonctions après que son unité n'a pas satisfait aux contrôles de routines lors d'exercices de sécurité. En janvier 2014, 34 des 190 officiers chargés des Minuteman ont été suspendus pour tricherie à un examen de routine.